# Da englænderne kom – maj 1945
Da englænderne kom – maj 1945 ist eine dänische Fernsehdokumentation von Danmarks Radio aus dem Jahr 1980.

## Inhalt
Der Film beschäftigt sich mit der Befreiung Dänemarks von der deutschen Besatzung, dem Ende des Zweiten Weltkrieges im Mai 1945 und besteht dementsprechend hauptsächlich aus entsprechendem, zeitgenössischem Bildmaterial. Es werden dabei Filmaufnahmen von folgenden Örtlichkeiten präsentiert: das Amtshaus von Aabenraa, der Flughafen Kopenhagen-Kastrup, die Flensburger Förde mit der Stadt Flensburg, wo sich im Mai 1945 im Sonderbereich Mürwik die letzte Reichsregierung befand, Fünen, Haderslev, die Stadt Kiel sowie die Lüneburger Heide, wo auf dem Timeloberg nahe Wendisch Evern die Kapitulation aller deutschen Truppen in Nordwestdeutschland, den Niederlanden und Dänemark stattfand. Die zu sehenden Personen im verwendeten Filmmaterial des Jahres 1945 sind: Karl Dönitz, der britische Generalmajor Richard Henry Dewing, der dänische Geschäftsmann und Widerstandskämpfer Ole Lippmann, Vilhelm Buhl, John Christmas Møller, Bernard Montgomery sowie der dänische König Frederik IX.

## Hintergrund
Die Fernsehdokumentation wurde erstmals am 4. Mai 1980 (dem fünfunddreißigsten Jahrestag der Kapitulation aller deutschen Truppen in Nordwestdeutschland, den Niederlanden und Dänemark) auf dem ersten dänischen Fernsehsender von Danmarks Radio ausgestrahlt. Wie Ole Brage zu Beginn des Filmes erwähnt, wurden damit erstmals einige zuvor noch nie gezeigte Kriegsaufnahmen von der Befreiung Dänemarks dänischen Fernsehzuschauern präsentiert.